# Touch and Go
Touch and Go (вимовляється «Тач енд Ґоу») — британський поп-джаз музичний гурт, заснований в 1998 році. Учасники: Ванесса Ланкастер і Джеймс Лінч.

## Історія
У 1998 році продюсери Чарлі Жилет і Гордон Нелку запропонували композитору Дейвіду Лоу (працює переважно для телебачення, зокрема, з каналом BBC-News) створити новий проект, що поєднує джазові варіації популярних мелодій з мінімальним вибрані вокалом. Дейвід Лоу спільно з трубачем Джеймсом Лінчем записали перший сингл «Would You …?». Як вокалістка була запрошена модель і акторка Ванесса Ланкастер.
У жовтні 1998 року «Would you …?» посів третє місце в британських поп-чартах . Сингл отримав велику популярність в Європі, а потім і по всьому світу, було продано понад півмільйона копій. Після синглу був виданий успішний дебютний альбом Touch & Go «I Find You Very Attractive», що включає хіти «Straight To Number One», «So Hot» і «Tango In Harlem». Для реміксів використовувалися мелодії таких різних виконавців, як Луї Армстронг, Ману Чао і рок-гурт «The Champs».
Колектив продовжує зберігати популярність, особливо в країнах Східної Європи, де досі виступає з концертами.

## Співпраця
Музика Touch & Go використовується такими брендами, як Nokia, Apple, Carlsberg , регулярно звучить у різних саундтреках для кіно.

## Склад

### Учасники групи
- Ванесса Ланкастер
- Джеймс Лінч

### Музичні продюсери
- Девід Лоу
- Чарлі Жилет
- Гордон Нелкі

## Дискографія

### Альбоми
- I Find You Very Attractive (1999)
- Welcome Back (2011) (в очікуванні релізу)

### Сингли
- «Would You…?» (1998)[1]
- «Straight To … Number One» (1999)
- «So Hot» (2000)
- «Tango in Harlem» (2001)
- «Welcome Back» (2010) (виключно для завантаження)